# Olivia Grant

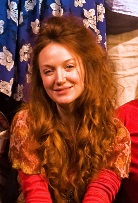
O. Grant (2010)

Olivia Grant (* 20. September 1983 in London) ist eine englische Schauspielerin. Ihre erste Filmrolle war 2007 in Der Sternenwanderer, für die sie in den Wochen vor ihrem Abschluss an der Oxford University besetzt wurde. Am bekanntesten ist sie durch ihre Darstellung der Rollen der Lady Adelaide Midwinter in der BBC-Fernsehserie Lark Rise to Candleford, der Grace Darling in BBC3's Personal Affairs, von Hermine Roddice in Women in Love, Henrietta Armistead in Garrow's Law und Ava Knox in der HBO/Cinemax Ko-Produktion Strike Back.

## Leben und Wirken
Olivia Grant wurde in Südwest-London als Tochter der Kostümdesignerin Irene Wilton und des Bezirksrichters Kenneth Grant geboren. Sie erhielt Unterricht in klassischem Balletttanz.
Im Alter von zehn Jahren erhielt sie einen Platz als Junior Associate der Royal Ballet School und trat zusammen mit dem Royal Ballet im Covent Garden Opera House und mit dem Birmingham Royal Ballet in Sadler’s Wells auf.
Grant erhielt einen Platz in der St Paul’s Girls’ School in Hammersmith, wo sie ihr Studium mit außerschulischen Kursen in darstellender Kunst kombinierte. Sie gewann einen Ausbildungsplatz als Junior Associate an der Guildhall School of Music and Drama.

## Schauspielkarriere
Am Brasenose College der Oxford University studierte sie Englische Literatur, während sie weiterhin bei Vorstellungen auftrat. Sie spielte u. a. als Isabella in Shakespeares Maß für Maß, als Anna in Patrick Marbers Closer, und als Natasha in Tschechows Drei Schwestern im Oxford Playhouse.
Während ihres letzten Studienjahres in Oxford erhielt sie eine Einladung von Thelma Holt, der Produzentin der Royal Shakespeare Company und dem Cameron Mackintosh Fund zu einem Vorspiel in den Old Vic-Studios. Ihr Monolog in Juliet Stevensons Rolle Nina aus Anthony Minghella's Drehbuch Wie verrückt und aus tiefstem Herzen beeindruckte derart, dass sie innerhalb weniger Wochen für Der Sternenwanderer an der Seite von Michelle Pfeiffer, Claire Danes und Robert De Niro verpflichtet wurde.
Nach ihrer Rolle in Der Sternenwanderer, bekam Grant eine der Hauptrollen, Lady Adelaide Midwinter, in der BBC1-Serie Lark Rise to Candleford. Sie verbrachte sechs Monate Dreharbeiten in der Landschaft von Wiltshire neben Darstellern wie Dawn French, Julia Sawalha und Ben Miles. Nach Abschluss der ersten Serie war sie Grace Darling in der BBC-Three-Comedy-Drama-Serie Personal Affairs, in der sie nach dem Drehbuch von Gabbie Asher als unentdeckte Lesbe spielte.
Anschließend spielte sie mit Rhys Ifans in Mr. Nice unter Regie von Bernard Rose. Später spielte sie die Undercover-Spionin Anna Larkin in der Serie Agatha Christie’s Poirot (Regie: Charles Palmer) gemeinsam mit David Suchet, Geoffrey Palmer und Anna Massey.
Die BBC lud Grant ein, in der dritten Staffel von Lark Rise to Candleford erneut als Lady Adelaide zu agieren.
In Südafrika drehte sie gemeinsam mit Studienkollegin Rosamund Pike und Rory Kinnear als Hermine Roddice für die Serie Women in Love.
Außerdem spielte sie am Salisbury Playhouse in dem Stück The Picture die Sophia. Ebenso war sie als Diane Ablo in dem Independent-Film The Devil Went Down To Islington zu sehen.
Im Jahr 2010 spielte Grant mit Rupert Graves in dem BAFTA-nominierten BBC-Historiendrama Garrow's Law.
Im Sommer des Jahres 2012 liefen auf Malta die Dreharbeiten für den Independent-Film Gozo mit Ophelia Lovibond.
Des Weiteren spielte sie in der ITV-Krimiserie Endeavour, in der Serie Strike Back, in Kopenhagen und 2013 in Legacy.
2014 erschien der Thriller Breakdown, in dem Grant neben Craig Fairbrass, James Cosmo, Bruce Payne und Tamer Hassan spielt. Im gleichen Jahr drehte sie in Malaysia für eine neue 10-teilige Serie für Channel 4 und PBS.

## Privates
Grant lebt in Chelsea und schreibt einen wöchentlichen Blog für das InStyle-Magazin.

## Filmografie
- 1986: Brush Strokes[5] (Fernsehserie)
- 2007: Der Sternenwanderer (Stardust)
- 2007: Fishtales
- 2008: Lark Rise to Candleford (Fernsehserie, 10 Folgen)
- 2009: Personal Affairs
- 2009: Auf doppelter Spur (Agatha Christie’s Poirot; Fernsehserie, Folge The Clocks)
- 2010: Mr. Nice (Mr Nice)
- 2010: Frankie Teardrop (Kurzfilm)
- 2010: Garrows Law (Fernsehserie)
- 2011: Women in Love (Fernsehserie)
- 2012: Strike Back (Fernsehserie)
- 2013: Der junge Inspektor Morse (Endeavour; Fernsehserie, 1 Folge)
- 2013: Gozo
- 2013: Kopenhagen (Copenhagen) (Fernsehfilm)
- 2013: Legacy (Fernsehfilm)
- 2013: The Devil Went Down To Islington
- 2014: Pudsey: The Movie
- 2014: Breakdown
- 2015: Indischer Sommer (Indian Summers; Fernsehserie, 20 Folgen)
- 2016: Hooton and the Lady (Fernsehserie)
- 2017: Alles Geld der Welt (All the Money in the World)
- 2019: The Last Vermeer